# SCP Foundation
De SCP Foundation is een website waar gebruikers sciencefiction-, fantasy- en horrorverhalen kunnen plaatsen. De inhoud van de website is geschreven vanuit het perspectief van de gelijknamige fictieve organisatie. De verhalen gaan over bovennatuurlijke entiteiten en hoe de SCP Foundation probeert deze entiteiten onschadelijk te maken of onder controle te krijgen. Veel verhalen van de SCP Foundation maken gebruik van lovecraftiaanse horror (ook bekend als cosmic horror, of "kosmische horror").
De SCP Foundation begon op het "paranormale" forum op 4chan, waar in 2007 een verhaal over een bovennatuurlijke entiteit genaamd SCP-173 werd geplaatst. Veel andere verhalen gebaseerd op het verhaal over SCP-173 werden hierna op 4chan geplaatst. In 2008 kreeg de SCP Foundation zijn eigen wiki. Gebruikers moeten eerst een aanvraag bij beheerders doen voordat ze inhoud op de SCP Foundation wiki kunnen zetten.
Verhalen worden altijd vanuit het perspectief van de fictieve SCP Foundation geschreven. De bovennatuurlijke entiteiten in de verhalen hebben een naam die bestaat uit de letters SCP, gevolgd door een identificatienummer. Sommige SCP's hebben ook een bijnaam naast hun SCP-classificatienummer.
Enkele voorbeelden van SCP's zijn:
SCP-106Een entiteit die lijkt op een ontbindend lijk. Hij lijkt bedekt te zijn in een soort zwart corrosief slijm. Deze entiteit kan zich door solide objecten voortbewegen en doorgangen naar een parallel universum openen, waar het mensen naar ontvoert.
SCP-173Een standbeeld dat kan bewegen tenzij het zich in het directe zicht van een persoon bevindt. Deze entiteit zal proberen nietsvermoedende slachtoffers om te brengen. Deze entiteit toont veel gelijkenissen met de Weeping Angels van Doctor Who.
SCP-999Een oranje bal slijm, deze bal slijm kan mentale wonden en psychische aandoeningen genezen zoals depressie.
SCP-3008Een IKEA-vestiging waar mensen wel in kunnen maar niet meer uit kunnen. De winkel is een parallel universum die een oneindige grootte heeft.
SCP-049Een middeleeuwse snaveldokter die elke persoon onder een ziekte ziet lijden: de pest. Als hij in contact komt vermoordt hij die persoon. Daarna probeert hij de persoon te reanimeren. Indien die persoon tot leven is gewekt is hij nu aan zijn kant als zombie met lagere breinfuncties.

## Appendix
1. ↑  Officiële zusterprojecten bestaan in: Duits, Koreaans, Japans, Russisch, Thai, Spaans, Pools, Italiaans, Frans, Oekraïens, Portugees, Tsjechisch, Vereenvoudigd Chinees en Traditioneel Chinees.
2. ↑  Registratie is benodigd om werk toe te kunnen voegen en reacties achter te laten. Artikelen kunnen echter wel bekeken worden zonder account.